# Нэнси Дрю. Тень у воды
«Нэнси Дрю. Тень у воды» (англ. Nancy Drew: Shadow at the Water’s Edge) — компьютерная игра-квест, двадцать третья из серии «Нэнси Дрю». Создана компанией Her Interactive. Предыдущей частью серии является «По следу торнадо».

## Игровой процесс
Игра идёт от первого лица. Можно перемещаться между локациями с помощью стрелок, которые появляются на экране, если подвести мышь к краю экрана или, например, к проходу в двери. Внизу расположены кнопки, с помощью которых возможно использовать телефон и инвентарь персонажа. Локации в игре можно осмотреть, поворачиваясь на 360 градусов.

## Сюжет
Нэнси Дрю, восемнадцатилетняя девушка-детектив, решает немного отдохнуть от дел и отправляется в любимую гостиницу Кролмайстера — рёкан «Хиэй» в Японии. Но по прибытии она обнаруживает, что в гостинице дела идут не гладко — периодически там происходят очень странные вещи, пугающие постояльцев, и те стараются как можно быстрее съехать оттуда, ругаясь с администрацией и требуя возврата денег и закрытия рёкана. А местные жители уверены, что на гостиницу наложено проклятие, и стараются обходить её стороной. Главная героиня не смогла усидеть на месте и решила раскрыть тайну рёкана.

## Отзывы
| Сводный рейтинг          | Сводный рейтинг |
| Агрегатор                | Оценка          |
| ------------------------ | --------------- |
| GameRankings             | 77,00 %         |
| MobyRank                 | 76 (Win)        |
| Иноязычные издания       |                 |
| Издание                  | Оценка          |
| Adventure Classic Gaming | 4 из 5          |
| AdventureGamers          | 3               |